# 茨城アストロプラネッツ
茨城アストロプラネッツ（いばらきアストロプラネッツ, Ibaraki Astro Planets）は、プロ野球独立リーグ・ベースボール・チャレンジ・リーグ（ルートインBCリーグ）に所属する茨城県のプロ野球チーム。2018年加盟。

## 概要
茨城県では、1947年に存在し国民野球連盟に加盟していた結城ブレーブス以来のプロ野球団となる。高校と大学で野球経験のある代表者が、就職後に勤務地の長野県で信濃グランセローズに接したことで、自らの出身地である茨城県に球団を作る構想を抱き、構想の発表から約2年をかけて加盟を実現させた。
チーム名は、県内の筑波宇宙センターなどにヒントを得て決められた。チームカラー（梅紫）は県木のウメや筑波山の異称である「紫峰」などに基づく。
リーグ参入初年度の2019年から2021年までは東地区に所属した（2020年シーズンは新型コロナウイルスの感染拡大の影響による開催方式の変更に伴い、栃木・埼玉・神奈川と「東地区」を構成し、その中で栃木と「グループA」に属した）。リーグが8球団体制となった2022年と2023年は南地区（South Division、2021年の東地区に相当）に所属した。地区制のなかった2024年を挟み、2地区制が復活した2025年は再び東地区の所属となる。
2022年より笠間市に球団事務所を置いている。2023年7月に笠間市内にチームの後援会が発足した。

### 開催球場
2019年4月5日時点での同年シーズンの日程では、県内10箇所以上の球場を使用する予定となっていた（球場未決定1試合あり）。具体的には以下の球場である（試合開催が日程上明記されていたもの）。
- 水戸市民球場（ノーブルホームスタジアム水戸）
- ひたちなか市民球場
- 鹿窪運動公園野球場（結城市）
- 土浦市営球場（J:COMスタジアム土浦）
- 笠間市総合公園市民球場
- 神栖海浜球場
- 牛久運動公園野球場
- 坂東市岩井球場
- 龍ケ崎市野球場たつのこスタジアム（TOKIWAスタジアム龍ケ崎）
- 古河市民球場（ヨシダスタジアム）
- 高萩市民球場（はぎまろ球場）
- 石下総合運動公園野球場（常総市）
- 美浦村光と風の丘公園野球場（晴天スタジアム美浦）

対信濃戦1試合（5月26日）については、信濃のホームグラウンドである中野市営野球場でホームゲームとして開催した。
未定となっていた1試合については、鹿窪運動公園野球場で開催されることが8月13日に発表された。また、高萩で予定されていた1試合について、つくば市のさくら運動公園野球場に変更することも同時に発表され、実際に開催された。
最終的に、2019年シーズンの開催試合数は鹿窪運動公園野球場が7試合でトップ、次いで牛久運動公園野球場が6試合、光と風の丘公園野球場4試合の順となった。
なお、3月20日時点の発表では大宮運動公園市民球場（常陸大宮市）や日立市民運動公園野球場も開催球場として記載されていた。
2020年シーズンの当初日程（新型コロナウイルスの感染拡大による変更前）では、前年開催のなかった大宮運動公園市民球場や日立市民運動公園野球場が日程に含まれていたほか、新たに堀原運動公園野球場（茨城県営球場）での開催が予定されていた。最も試合数が多いのは牛久運動公園野球場の6試合だった。6月の開幕後、大宮運動公園市民球場や日立市民運動公園野球場では試合が開催されたが、堀原運動公園野球場では開催がなかった。最多開催は前年に続いて鹿窪運動公園で、5試合だった。
2021年は前年試合の実施されなかった堀原運動公園で公式戦が開催された一方、ひたちなかは当初より予定になく、古河と石下は予定されていた試合が中止や他球場振替となった。新型コロナウイル感染症流行に伴う施設利用制限で、笠間市総合公園市民球場に会場を変更するケースが相次いだ結果、ホーム33試合中最多開催は笠間の10試合となった。
2022年は牛久が最多開催（9試合）となる。ひたちなかのほか、前年は日程が組まれた石下とさくらも当初から開催予定がなかった。
2023年は前年に続いて牛久が最多開催（12試合）、次いで球団本拠のある笠間（8試合）となった。一方前年開催のなかったひたちなか・石下・さくらに加え、神栖・堀原運動公園も当初より開催が予定されなかった。ひたちなかはリーグの開催球場リストから記載がなくなっていた。
2024年は過去2年同様牛久が最多開催（10試合）で、古河と美浦がそれに次ぐ5試合ずつだった。前年の開催球場のうち、鹿窪と日立は当初より開催予定がなかった。前年は開催球場リストに記載のなかったひたちなかが（試合開催はないものの）記載が復活したほか、過去に公式戦開催のない大洗町総合運動公園野球場（トヨペットエンジョイパーク大洗野球場）がリストにのみ掲載された。
2025年2月28日に発表された同年シーズン日程（リーグ内公式戦のみ）では、神栖で3年ぶりに1試合が予定されている。
ポストシーズンゲームとして初めてホームゲームを開催した2022年の地区チャンピオンシップは、2試合とも大宮運動公園市民球場で開催された。地区チャンピオンシップを勝ち上がって開催されたリーグチャンピオンシップのホームゲームは、2試合とも日立市民運動公園野球場だった。

## 歴史

### 2017年まで
- 2016年12月13日 - 「茨城県民球団」の準加盟承認と設立準備室の開設がリーグより発表される[32]。この時点では2018年からのリーグ戦参加を目指していた[2]。
- 2017年
  - 6月12日 - 球団名とチームカラーを発表するとともに、リーグ戦参加目標を2019年に変更することを表明[4]。
  - 7月 - 球団運営会社「株式会社茨城アストロプラネッツ」が設立される[4]。
  - 8月1日 - 茨城球団の設立記念招待試合として、ひたちなか市民球場で新潟アルビレックス・ベースボール・クラブ対栃木ゴールデンブレーブスのBCリーグ公式戦が開催される[33][34]。

### 2018年
- 7月7日 - 球団運営会社名を「株式会社茨城県民球団」に変更（同年8月2日に公表）[35]。
- 7月24日 - リーグ代表者会議で本加盟が承認される[36]。
- 7月31日 - 記者会見を開き、ゼネラルマネージャーに元オリックス・バファローズの長峰昌司の就任を発表[3]。
- 10月24日 - 茨城県出身で元阪神タイガースの坂克彦の監督就任および小野瀬将紀（2018年シーズンは福井ミラクルエレファンツの選手兼任コーチ）が主将・選手兼任コーチとなることを発表[37][38]。また、マスコットキャラクター「アストロマン」の名称とイラストを発表した[39]。
- 10月30日 - 分配ドラフトがおこなわれ、地元枠で前記小野瀬を含め3人、分配枠で2人の選手を指名[40]。
- 11月22日 - ドラフト会議（BCリーグ・四国アイランドリーグplus合同）にて3人の選手を指名（うち1人は新球団特別枠）するとともに、トライアウトで特別合格となった選手13人を発表[41]。
- 11月28日 - 水戸市内の京成ホテルでおこなわれた設立記念パーティーで、ユニホームを公開[42]。

### 2019年
- 1月15日 - 2019年シーズンはリーグの東地区に所属することが正式に発表される[43]。
- 4月3日 - かすみがうら市出身でタレントのアントキの猪木が、球団の「球団公認選手兼PRアンバサダー」（登録選手外のスタッフ）として入団することを発表[44]。
- 4月6日 - 2019年シーズン開幕戦（対栃木ゴールデンブレーブス）をひたちなか市民球場で開催、3056人の観客を集める（0-8で敗戦）[45][46]。
- 4月9日 - 対埼玉武蔵ヒートベアーズ戦（鹿窪公園野球場）で公式戦初勝利[47]。
- 6月19日 - 前期日程を終了。後半は17連敗を記録し[13]、群馬ダイヤモンドペガサスの前期優勝決定戦の相手ともなった[48]。勝率.182で4位（福島と武蔵が同率）からも9ゲーム差の6位（最下位）に終わる[49]。
- 9月8日 - 後期日程を終了[13]。後期は開幕から4連敗を喫し、前期からの連敗は通算で21まで続いた[13]。8月には初の3連勝を記録したが、その後シーズン終了まで12連敗（1分を含む）を記録し[13]、後期も勝利が10勝に届かず、勝率.176で前期に続いて6位に終わった[49]。後期においても栃木の優勝決定戦の相手となる[50]。年間で、チーム打率・本塁打、防御率、失策のいずれにおいてもリーグ最下位を記録した[49]。

### 2020年
- 6月20日 - シーズン開幕（ビジターの埼玉戦）[18]。
- 6月21日 - ホーム開幕戦を無観客で実施[51]。
- 7月10日 - 今シーズン初の有観客試合を実施（牛久球場）[51]。
- 10月14日 - 今季公式戦を終了。今季も開幕戦（引き分け）直後から連敗が続き、初勝利は13試合目だった[52]。その後も連勝は一度もなく、8月から9月にかけてチームの持つワースト記録を更新する23連敗を喫した[53]。開幕前に監督の坂は、新型コロナウイルスの影響で満足な練習ができていないことを取材に対して述べていた[54]。前年に続きチーム打率と防御率はリーグ最下位だった（本塁打は10位）。
- 10月26日 - NPBドラフト会議で小沼健太が千葉ロッテマリーンズから育成選手2順目で指名を受け、チーム初の指名者となる[55]。
- 10月28日 - 監督の坂、GM兼ヘッドコーチの長峰の退任が発表された[56][57]。
- 10月29日 - GMとして、野球イラン代表・野球パキスタン代表・野球香港代表の監督歴を持つ色川冬馬の就任を発表[58]。
- 11月12日 - 監督にジョニー・セリス（前・北海道日本ハムファイターズ通訳で、福井・富山・滋賀・群馬に在籍歴あり）、ヘッドコーチに松坂賢、投手コーチ兼S&Cコーチに小山田拓夢（元・埼玉）が就任[59][60][61]。
- 12月には、野球メキシコ代表選手で元サンディエゴ・パドレスのセサル・バルガス[62][63]や、キューバ出身のダリエル・アルバレス（元ボルチモア・オリオールズ）[64][65]の入団が報じられた。こうした外国人選手の獲得についてGMの色川冬馬は「日本球界のスカウトは、米国やメジャーが中心なので、メキシカン・リーグの選手には調査が行き届いていない」と述べている[64]。また色川は、これらの外国人選手のNPBを含めた他のプロリーグへの移籍にも積極的に取り組むとしており、移籍した場合の移籍金収入も視野に入れていると指摘されている[66]。

### 2021年
- 1月12日 - アレックス・カブレラの長男、ラモン・カブレラが加入[67]。
- 2月8日 - 元横浜DeNAベイスターズの濱矢廣大が加入[68]。
- 4月4日 - 今シーズンが開幕[69]。開幕戦（ノーブルホームスタジアム水戸）には2077人の観客が入場した[69]。
- 4月9日 - オランダ・ホーフトクラッセに所属するオーステルハウト・ツインズと業務提携をするとともに、選手2名を派遣することを発表[70]。以後も毎年選手派遣を実施している[71]。
- 5月3日 - 新外国人のバルガスとアルバレスがチームに合流[72]。GMの色川は両者の合流がこの時期になったのは、入国の遅れと新型コロナウイルス感染症対策の隔離によると述べている[73][74]。
- 6月3日 - 同月12日と26日に予定されていた公式戦を、新型コロナウイルス感染症流行の対策に伴う施設利用制限のため中止とすることを発表[75]。
- 7月21日 - ダリエル・アルバレスが福岡ソフトバンクホークスに入団することになったと発表される[76]。これに先立ち、セサル・バルガスはメキシカンリーグへの復帰と野球メキシコオリンピック代表への合流のため、7月9日にいったん退団[77]、東京オリンピックに出場した[78]のち、8月4日に茨城に復帰した[79]。
- 8月21日 - セサル・バルガスがオリックス・バファローズに入団することが発表された[80]。
- 8月31日 - チーム関係者の新型コロナウイルス感染症発症により活動休止中の琉球ブルーオーシャンズから派遣選手3人を受け入れると発表[81]。
- 9月16日 - 2021年シーズンの公式戦を終了。4期連続の最下位に終わる[82]。
- 9月30日 - 監督のジョニー・セリスの退任を発表[83]。
- 10月8日 - 来シーズンの監督として、ヘッドコーチの松坂賢の就任を発表[84]。
- 10月11日 - NPBドラフト会議で、山中尭之がオリックス・バファローズから育成1巡目で、大橋武尊が横浜DeNAベイスターズから育成3巡目でそれぞれ指名される[85]。
- 12月24日 - 大塚晶文の長男の大塚虎之介が加入[86]。

### 2022年
- 1月17日 - 投手の松田康甫が、メジャーリーグベースボールのロサンゼルス・ドジャースとマイナー契約を結んだことが発表される[87][88]。
- 2月3日 - 投手兼ピッチングコーチとして、元福岡ソフトバンクホークスの巽真悟の入団を発表[89]。
- 4月1日 - 当日付で球団運営会社をひたちなか市から笠間市に移転[90]。
- 4月8日 - 前年に続いてオランダのオーステルハウト・ツインズに選手1名を7月3日まで派遣することを発表[91]。
- 5月10日 - 選手1名が5月8日に新型コロナウイルス感染症の陽性判定を受け、5月9日から13日までチームの活動を休止（予定されていた公式戦2試合を中止）することを発表[92]。
- 6月3日 - オーストリアのドルンビルン・インディアンス（フランス語版）に選手1名を7月末まで派遣すると発表[93]。
- 8月29日 - 南地区優勝が決定[94]。このシーズンは開幕から5連勝を記録して勢いに乗り、6月に1つ負け越した以外は毎月勝ち越し、好調を維持した[95]。8月16日には地区優勝へのマジックナンバー (7)が点灯[96]。その後も順調にマジックを減らし、初の地区優勝を達成した[95]。
- 9月11日 - 栃木と対戦した地区チャンピオンシップでリーグチャンピオンシップへの出場権を獲得[97]。
- 9月12日 - 監督の松坂が今シーズン限りで勇退すると発表[98]。発表に寄せたコメントで松坂は、「アメリカのチームでコーチングに挑戦する」という自身の希望が理由であると記している[98]。なお、球団は10月10日に、後任監督を公募（年齢・性別・野球経験は不問）する「監督トライアウト」を11月5日までの期間で実施することを発表した[99]。
- 9月16日 - 投手の福田夏央が、第5回WBC予選のニュージーランド代表に選出されたことを発表[100]。
- 9月23日 - 信濃と対戦したリーグチャンピオンシップに0勝3敗で敗退。
- 10月20日 - NPBドラフト会議で、渡辺明貴が横浜DeNAベイスターズから育成4巡目で指名される。

### 2023年
- 1月4日 - ストレングス&コンディショニングコーチの小山田拓夢が、北海道日本ハムファイターズのトレーナーに転身するため退任することが発表された[101]。
- 1月12日 - 公募していた次期監督に、元NHKディレクターの伊藤悠一の就任を発表[102]。伊藤は日本大学三島高等学校（中退）と静岡県立御殿場南高等学校で野球部に所属したがそれ以降野球の経験は全くないという異色の人材で、採用を推進したGMの色川に対しても反対意見があったものの、面接に進んだ応募者の大半が「マネジメントとコーチングの違い」の質問にまともに答えられなかった中、「光るものがあった」「野球の監督に必要なのはマネジメント能力で、テレビディレクターに似ている」として就任が決まった[103][104]。NHK時代に同期だったディレクターによりドキュメント20minで密着取材が行われた[105]。
- 2月1日 - 球団取締役副社長として、福岡北九州フェニックス創設メンバーで元球団代表で弁護士でもある河西智之の就任を発表[106]。
- 3月2日 - 野手戦略コーチとして、元福島レッドホープス選手の菊名裕貴の就任を発表[107]。
- 3月9日 - 前監督の松坂賢がフィールドコーディネーターとして復帰したことを発表[108]。復帰発表に先立ち、球団は公式Twitterにて「松坂が復帰を望み、球団社長が（それを紹介したツイートに）110の「いいね!」がつけば復帰を認めると答える」という内容の動画を掲載していた[109]。
- 3月24日 - 元トロント・ブルージェイズ内野手のアレン・ハンソンの入団を発表[110]。
- 3月31日 - シンガポール出身のウオング航平と、球団がタイ王国で開いたトライアウトに合格したナルエフォール・ムアンカセムという二人の外国の選手が入団したことをそれぞれ発表[111][112]。
- 5月8日 - アレン・ハンソンが北海道日本ハムファイターズに移籍することを発表した[113]。
- 9月3日 - 当シーズンの公式戦を終了、22勝1分け43敗の地区最下位に終わる[114]。なお、南地区では唯一予定された全試合を実施した。
- 9月13日 - 野手戦略コーチの菊名の退任を発表[115]。
- 10月11日 - 監督の伊藤が埼玉西武ライオンズの人材開発担当への転任に伴い、同月末をもって退任すると発表[116]。
- 10月26日 - NPBドラフト会議で、土生翔太が5巡目で、日渡騰輝が育成1巡目で中日ドラゴンズからそれぞれ指名される。

### 2024年
- 1月21日 - フィールドコーディネーターの松坂賢が昨シーズンをもって退任したことを発表[117]。
- 1月25日 - 投手兼コーチの巽真悟が選手兼任で監督に就任することを発表[118]。新監督発表については、前日に公式X（旧Twitter）に予告され、併せて誰かをリポストで予想する懸賞を実施していた[119]。
- 7月2日 - 外野手のアンディ・マーティンが千葉ロッテマリーンズに育成選手として入団したことが発表された[120][121]。
- 9月3日 - シーズン4位が確定し、今年度実施されるリーグプレーオフ（グランドチャンピオンシップ出場チームを選抜）への出場が決定[122]。
- 9月7日 - リーグプレーオフファーストラウンドAブロックで、リーグ優勝した神奈川フューチャードリームス（アドバンテージ1勝あり）にサヨナラ負けし、ラウンド敗退[123]。
- 10月24日 - NPBドラフト会議で、陽柏翔が東北楽天ゴールデンイーグルスから6巡目で、大友宗が福岡ソフトバンクホークスから育成3巡目でそれぞれ指名される。
- 12月3日 - 運営会社の株式会社茨城県民球団が、茨城アストロプラネッツの管理・運営事業を12月2日付で「株式会社ケーダッシュセカンド」へ事業譲渡したことを発表[124]。ケーダッシュセカンドの代表取締役で球団オーナーとなる小谷野宗靖は、元プロ野球選手得津高宏の子息である[125]。

## 成績

### シーズン
| 年度 | 期 | 監督             | 順位 | 試合 | 勝利 | 敗戦 | 引分 | 勝率 | ゲーム差 | 打率       | 防御率     | 本塁打   |
| ---- | -- | ---------------- | ---- | ---- | ---- | ---- | ---- | ---- | -------- | ---------- | ---------- | -------- |
| 2019 | 前 | 坂克彦           | 6    | 34   | 6    | 27   | 1    | .182 | 18.5     | .219(11位) | 6.20(11位) | 17(11位) |
| 2019 | 後 | 坂克彦           | 6    | 36   | 6    | 28   | 2    | .176 | 17.5     | .219(11位) | 6.20(11位) | 17(11位) |
| 2020 | 全 | 坂克彦           | 2    | 60   | 7    | 49   | 4    | .125 | 35.0     | .234(12位) | 6.86(12位) | 15(10位) |
| 2021 | 全 | ジョニー・セリス | 4    | 65   | 22   | 35   | 8    | .386 | 12.0     | .273(8位)  | 4.72(10位) | 47(3位)  |
| 2022 | 全 | 松坂賢           | 1    | 66   | 40   | 24   | 2    | .625 | ※7.5     | .278(3位)  | 3.47(2位)  | 42(1位)  |
| 2023 | 全 | 伊藤悠一         | 4    | 66   | 21   | 43   | 1    | .338 | 12.5     | .259(7位)  | 4.83(8位)  | 34(7位)  |
| 2024 | 全 | 巽真悟           | 4    | 56   | 23   | 31   | 2    | .426 | 11.5     | .262(5位)  | 4.86(5位)  | 35(2位)  |

- 順位は2024年を除き地区（2019年 - 2021年は東、2020年は東地区グループA、2022年・2023年は南）での順位、打率・防御率・本塁打はリーグ総合での順位。
- 銀地は地区優勝。
- 優勝した期のゲーム差は※をつけて2位とのゲーム差を掲載。
- 2021年は公式戦の打ち切り等により、予定されていた5試合を未消化でシーズンを終了した。このほか、福島との1試合が開催できずに引分け扱いとなった[126]。
- 2022年は埼玉戦1試合の振替を実施せず、未消化となった。

### 地区チャンピオンシップ
- 2022年 - リーグチャンピオンシップ進出（1勝1敗、地区優勝のため1勝で勝ち抜け）

### リーグチャンピオンシップ
- 2022年 - 0勝3敗（対戦は信濃）

### リーグプレーオフ
- 2024年 - ファーストラウンド敗退（対戦は神奈川）

## スタッフ
指導者・選手は
- ゼネラルマネージャー
  - 色川冬馬

## 他リーグ等との連携
2021年11月11日 - GMの色川が運営するアジアン・ブリーズと提携し、アジアン・ブリーズが2022年2月に実施する「アリゾナスカウティングリーグ」に（九州アジアリーグの火の国サラマンダーズとともに）参加することを発表する。さらに11月14日には、火の国に関西独立リーグの堺シュライクスを加えた3球団による合同トライアウト「National Tryout Camp」を開催すると発表し、11月23日に最初のトライアウト（熊本会場）が実施された。
2022年9月、タイ野球連盟との連携を発表した。その一環として2022年9月より、リリーフカーにトゥクトゥクが使用されている。前記の通り、2022年オフにタイ王国でトライアウトを実施し、2023年に合格者1名が入団している。2023年4月には、協定に基づき指導者1名を7月までタイに派遣すると発表した。

## マスコット
初代マスコットは、リーグ戦参入前年の2018年10月に発表されたヒーローの姿をした宇宙出身の男性「アストロマン」。リーグ戦参入から2年間は球場にもよく現れていたが、2021年にはほとんど姿を見せなくなっていた。このシーズンは従来よりも成績が好転したことから、同年シーズン終了後の11月12日、球団代表の山根将大が「これまでチーム成績が振るわなかったのはマスコットキャラクターであるアストロマンの責任と言っても過言ではないと判断した」という理由で、「自由契約による退団」とする声明を発表した。翌13日、同年12月12日までの予定で新しいマスコットのデザイン（紫とピンクの使用と着ぐるみ化が前提）・名称を公募することを発表した。この結果については1年以上が経過した2023年1月時点においても発表されていない。

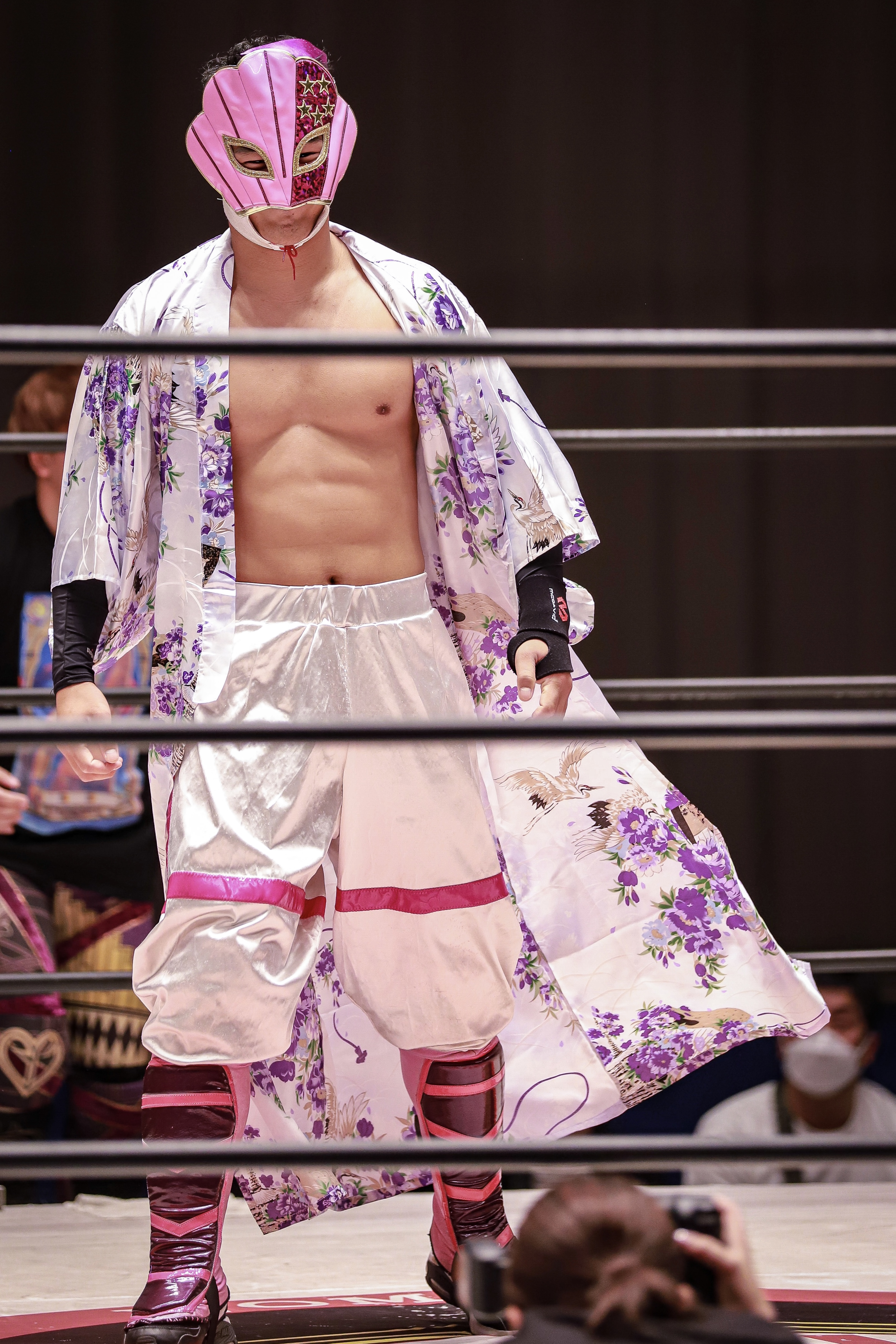
プロレスラーとして活動するアストロ（2023年5月、後楽園ホール）
ただし、マスコットとしての活動時とは大きくデザインが異なる

一方、12月8日に茨城球団の公式Twitterは、マスコットの任を解かれたアストロマンが同月12日に開催予定の球団トライアウトの申し込みに訪れたと写真入りでツイートした。しかし、トライアウト当日の12月12日にアストロマンが「遅刻」して受験できなかったと球団公式Twitterには記された。その後、アストロマンは12月16日に「就職活動」のために独自のTwitterアカウントを開設した。2022年3月6日、茨城球団は、アストロマンと再契約を結んだ上で、プロレスラーとして「押忍PREMIUM」および「プロレスリングZERO1」に所属することになったと発表した。2023年3月5日にリングネームを「アストロ」に改名している。同年7月30日より無期限の休業となった。

## 応援
公式パフォーマンスチーム「Vegas Dancers」が存在する。
私設応援団「関東紫薔薇會」がある。2021年9月4日の試合では純烈が「1日応援団」を務める予定だったが、当日の試合はチーム関係者の発熱のため中止となった。2022年8月8日、茨城球団は前回からちょうど1年後となる同年9月4日の対巨人3軍交流戦に「リベンジ」として純烈が1日応援団を務めることを発表した。

## NPBファーム拡張構想への対応
2023年2月5日、新体制発表イベントの際に、2024年度からチーム数が拡大する見通しのNPB2軍リーグに参入を目指す意向があることを表明した。リーグで参入を表明した球団は新潟に次いで2球団目となる。しかし、同年7月末にNPBが発表した応募団体には茨城は含まれなかった。